# Rhabdochaeta obsoleta
Rhabdochaeta obsoleta är en tvåvingeart som beskrevs av Mario Bezzi 1924. Rhabdochaeta obsoleta ingår i släktet Rhabdochaeta och familjen borrflugor.
Artens utbredningsområde är Etiopien. Inga underarter finns listade i Catalogue of Life.